# Ludvík Holain
Ludvík Holain (20. srpna 1843 Stará Bělá – 17. srpna 1916 Slavonín) byl moravský hudební skladatel a římskokatolický kněz.

## Život
Vystudoval německou školu ve Frýdku, Arcibiskupské gymnázium v Kroměříži a teologii v Olomouci. Dne 5. července 1869 byl v Olomouci vysvěcen na kněze a poté působil jeden rok jako studijní prefekt arcibiskupského chlapeckého semináře v Kroměříži, kde rovněž vyučoval matematiku. Následně odešel do Prahy na Karlovu univerzitu studovat matematiku a fyziku, aby po ukončení studia v roce 1874 mohl tyto předměty vyučovat na kroměřížském gymnáziu. Současně působil jako ředitel kůru (1873-1879) a varhaník v kostele sv. Mořice. Od roku 1890 až do své smrti byl farářem ve Slavoníně. Od 28. 11. 2004 má v Olomouci - Slavoníně pamětní desku.
Kromě skladatelské činnosti se zabýval i hudební teorií, zejména otázkami reformy církevní hudby. Přispíval do časopisu Cecilie.

## Dílo
Těžiště Holainova díla je v církevní hudbě. Komponoval litanie, Zdrávas Maria a Te Deum. Nejdůležitější je však jeho podíl na reformě církevního zpěvu na Moravě. Jeho stěžejním dílem jsou Plesy duchovní z roku 1883, sbírka duchovních písní, které upravil pro čtyři hlasy. Jako vzdělaný hudebník přísně dodržoval zásadu, aby se rytmus slova shodoval s přízvukem a rytmem hudby. Jeho následovník Karel Eichler, autor kancionálu Cesta k věčné spáse vydaném v Brně roku 1910, jej nazval „prvním bezvadným zpěvníkem po stránce hudební i textové“ a do svého zpěvníku převzal kolem 60 písní. Holainovy písně se stále uvádějí v současných kancionálech a zpívají v českých kostelech. Významným jeho počinem bylo vypracování varhanních doprovodů k úplnému kancionálu olomoucké arcidiecéze.
Kromě duchovních písní se zabýval i lidovými písněmi moravskými. Vydal sbírku Sto padesát lidových písní moravských. Je rovněž autorem jedné z verzí Slezské hymny.